# Cherry Valley (Arkansas)
Cherry Valley – miasto w Stanach Zjednoczonych, w stanie Arkansas, w hrabstwie Cross.